# Кремена судетська
{{#ifeq:0|0|{{#if:Petasites kablikianus|{{#if:|[[]}}|[[]]}}}}
Кремена судетська (Petasites kablikianus) — вид квіткових рослин з родини айстрових (Asteraceae).

## Біоморфологічна характеристика
Це трав'яниста ароматна багаторічна рослина 30–80 см. Кореневище під стеблом потовщене з короткими виступами (рослини утворюють пучки) Квітконосні стебла товсті, прямовисні, порожнисті, 30–40 см, під час цвітіння подовжуються до 80 см. Листки трикутно-серцеподібні, спочатку білувато запушені, пізніше голі; приземні листки до 50 см завширшки, жорсткі, шкірясті. Листочки обгортки голі. Дрібні квітки білуваті чи блідо-жовті, зібрані в кошики, що формують яйцеподібні або видовжено-яйцеподібні суцвіття. У кошиках двостатеві й жіночі квітки. Приквітки загострені, зелені, з булавоподібними залозками на коротких ніжках. Плід — сім'янка до 3 мм, із чубчиком, що вдвічі довший. 2n = 60.

## Поширення
Зростає у Європі: Албанія, Болгарія, Чехія, Словаччина, Греція, Польща, Румунія, Боснія-Герцеговина, Хорватія, Сербія, Чорногорія.
В Україні вид росте на берегах гірських річок, потоків — у Карпатах, нерідко.